# Сент-Клэр (округ, Миссури)
Округ Сент-Клэр (англ. Saint Clair County) — округ штата Миссури, США. Население округа на 2009 год составляло 9276 человек. Административный центр округа — город Осеола.
Назван в честь Артура Сент-Клэра.

## История
Округ Сент-Клэр основан в 1841 году.

## География
Округ занимает площадь 1753.4 км2.

## Демография
Согласно оценке Бюро переписи населения США, в округе Сент-Клэр в 2009 году проживало 9276 человек. Плотность населения составляла 5.3 человек на квадратный километр.